# Eugenio Ibarzabal
Eugenio Ibarzabal Aramberri (San Sebastián, 6 de marzo de 1951) es un economista, periodista, consultor y escritor vasco. Fue la primera persona certificada por AENOR a título individual con la ISO 9001.

## Trayectoria
Estudió Ciencias Económicas en Bilbao. Colaboró en Zeruko Argia con el pseudónimo "Aurtiz". En 1975 comienza a colaborar en Radio Popular. En 1976 dirigió la revista Garaia. Fue redactor-jefe en Deia y en 1979 fundó la revista Muga.
Ocupó diferentes puestos en la Administración, donde desempeño los cargos de Jefe del Gabinete Técnico del Diputado General de Guipúzcoa, de 1983 a 1985, y Secretario General de la Presidencia y Portavoz del Gobierno Vasco, de 1985 a 1987 siendo Lehendakari José Antonio Ardanza.
De sus 12 años de profesión periodística, aprendió a escuchar; de sus 4 años en la política se llevó "un conocimiento sobre la forma de pensar y actuar de las personas, de la naturaleza humana". Abandonó la política en 1987, momento en el que escribió la novela La trampa, y comenzó a trabajar en Televisión durante dos años. Fue director del programa de debate El Otro Punto de vista en ETB-2, y posteriormente Editor-Jefe de Punto y Aparte en TVE, programa que recibió el Premio Ondas en el año 1989.
En 1989 creó su propia empresa de consultoría y durante 25 años realizó estudios de opinión y de comunicación e imagen, asesoría y gestión personal y estratégica dirigida a líderes organizacionales. Coordinó redes de mejora en Centros educativos, Ayuntamientos y diversas Organizaciones empresariales. En el año 2000, Ibarzabal obtuvo de AENOR la certificación ISO 9001 que reconocía su metodología de trabajo, convirtiéndole en la primera empresa unipersonal con esta distinción en el País Vasco.
Ha escrito y publicado obras sobre temáticas diversas: entrevistas, guías, ensayos, novelas. Como conferenciante imparte seminarios de cultura de la calidad y su aplicación en distintos ámbitos profesionales, calidad personal, o el arte de escuchar entre otros.

## Obras
- Diálogos en torno a las elecciones. (Ed. Erein, 1977).
- Manuel de Irujo. (Ed. Erein, 1977). Segunda Edición.[5]
- Koldo Mitxelena. (Ed. Erein, 1977) Segunda Edición.[6]
- 50 años de nacionalismo vasco. (Ed. Vascas, 1978).
- La Trampa. (Ed. Alpha 7, 1989). Actualización, 2013.[7]
- Así piensan los vascos. (Eitb, 1989).
- José María Setien. (Ed. Erein, 1994).[8]
- La Pasión de Mejorar. (Díaz de Santos,1995) 4ª edición, 2012.[9]
- Piensa Bien y Acertarás. (Díaz de Santos, 1997) 2ª edición.[10]
- Vivir. Un Proceso de Innovación personal. (Ed. Urkide, 2010).
- Volver a Empezar. (Line-Books, 2014).[11]
- 50 semanas y media en Brighton. (Line Books, 2015).[12]
- Días de ilusión y vértigo (1977-1987) (Ed. Erein, 2016).[13]
- El acompañante de señoras. (Line Books, 2018).
- Juan Ajuriagerra. El Hermano mayor (Ed. Erein, 2019).[14]
- Xabier Lete, de un tiempo, de un país (Ed. Erein, 2020).[15]
- Los Sota - Esplendor y venganza (Ed. Erein, 2021).[16]
- El marido de la inglesa que vivía en la casa del danés (Ediciones Gestión 2000, 2022).[17]
- Muñagorri, el conde y las condesas (Ed. Erein, 2025).[18]

## Premios y reconocimientos
- Primera persona certificada por AENOR a título individual con la ISO 9001.[3]